# José García-Berlanga
José García-Berlanga Pardo (Utiel, Valencia, 30 de mayo de 1886-1952) fue un abogado, senador por la provincia de Valencia (1921-1922) y político de la Comunidad Valenciana, España. Fue hijo del abogado y político Fidel García Berlanga, padre del director de cine Luis García Berlanga y abuelo del músico Carlos Berlanga y del escritor Jorge Berlanga.

## Biografía
José García-Berlanga Pardo era hijo de Fidel García Berlanga (1859-1914) y María Engracia Pardo Gabaldón, y tuvo otras dos hermanas: María y Carmen.
Licenciado en Derecho por la Universidad de Valencia, fue empresario del sector vitícola. Militante del Partido Liberal, fue diputado por la provincia de Valencia en las elecciones generales de 1914,[cita requerida] 1916,[cita requerida] 1918, 1919 y 1923, formando parte de la facción de Manuel García Prieto. Fue también diputado por Valencia por el Partido de Unión Republicana Autonomista (PURA) en las elecciones de 1931 y 1933. Revalidó su escaño en las elecciones generales de 1936 como representante de Unión Republicana, que formaba parte del Frente Popular. Sin embargo, al estallar la Guerra Civil fue perseguido por la sección de la Federación Anarquista Ibérica (FAI) de Requena y tuvo que esconderse, primero en Valencia y luego en Tánger. Al acabar la guerra fue condenado a muerte, pero le fue conmutada la pena y permaneció en prisión hasta seis meses antes de su muerte en 1952.
Se casó con Amparo Martí (1886). Uno de sus hijos, Luis García Berlanga (1921–2010), se convertiría en uno de los más importantes directores del cine español.